# Nikolai Baden Frederiksen
Nikolai Baden Frederiksen (Odense, 18 maggio 2000) è un calciatore danese, attaccante del Lyngby.

## Caratteristiche tecniche
È un centravanti moderno di piede mancino che ama svariare sul fronte offensivo.

## Carriera

### Club
Cresciuto nel settore giovanile del Nordsjælland, esordisce in prima squadra il 14 ottobre 2017 disputando l'incontro di Superligaen vinto 3-2 contro il Randers proprio grazie ad una sua rete messa a segno due minuti dopo il proprio ingresso in campo. Impiegato principalmente come subentrante nel corso della stagione, l'anno seguente debutta in UEFA Europa League in occasione dell'incontro dei preliminari vinto 2-1 contro il Cliftonville prima di essere acquistato dalla Juventus nel mese di agosto.
Impiegato principalmente con la squadra Primavera, dove colleziona 19 presenze segnando 5 reti nelle varie competizioni, debutta con la Juventus U23, la seconda squadra bianconera militante in Serie C, il 18 aprile 2019 entrando nei minuti finali del match vinto 2-1 contro il Gozzano. Aggregato definitivamente all'Under-23 bianconera in vista della stagione seguente, disputa 8 incontri di campionato e due di Coppa Italia Serie C, dove segna la sua unica rete con i torinesi nella gara degli ottavi di finale vinta 2-0 sulla Pro Vercelli, prima di venire ceduto in prestito al Fortuna Sittard nel calciomercato invernale 2020. Debutta in Eredivisie poche settimane dopo, sostituendo Amadou Ciss durante l'incontro pareggiato 0-0 contro il VVV-Venlo.; il 25 agosto seguente viene prestato al WSG Swarovski Tirol.
Il 14 luglio 2021 viene ceduto a titolo definitivo agli olandesi del Vitesse.

### Nazionale
Ha partecipato agli Europei Under-21 del 2021.

## Statistiche

### Presenze e reti nei club
Statistiche aggiornate al 14 ottobre 2024.
| Stagione            | Squadra             | Campionato          | Campionato | Campionato | Coppe nazionali | Coppe nazionali | Coppe nazionali | Coppe continentali | Coppe continentali | Coppe continentali | Altre coppe | Altre coppe | Altre coppe | Totale | Totale | Totale |
| Stagione            | Squadra             | Comp                | Pres       | Reti       | Comp            | Pres            | Reti            | Comp               | Pres               | Reti               | Comp        | Pres        | Reti        | Pres   | Reti   |        |
| ------------------- | ------------------- | ------------------- | ---------- | ---------- | --------------- | --------------- | --------------- | ------------------ | ------------------ | ------------------ | ----------- | ----------- | ----------- | ------ | ------ | ------ |
| 2017-2018           | Nordsjælland        | SL                  | 10         | 3          | CD              | 0               | 0               | -                  | -                  | -                  | -           | -           | -           | 10     | 3      |        |
| ago. 2018           | Nordsjælland        | SL                  | 1          | 0          | CD              | 0               | 0               | UEL                | 1                  | 0                  | -           | -           | -           | 2      | 0      |        |
| Totale Nordsjælland | Totale Nordsjælland | Totale Nordsjælland | 11         | 3          |                 | 0               | 0               |                    | 1                  | 0                  |             | -           | -           | 12     | 3      |        |
| 2018-2019           | Juventus U23        | C                   | 1          | 0          | CI-C            | 0               | 0               | -                  | -                  | -                  | -           | -           | -           | 1      | 0      |        |
| 2019-gen. 2020      | Juventus U23        | C                   | 8          | 0          | CI-C            | 2               | 1               | -                  | -                  | -                  | -           | -           | -           | 10     | 1      |        |
| Totale Juventus U23 | Totale Juventus U23 | Totale Juventus U23 | 9          | 0          |                 | 2               | 1               |                    | -                  | -                  |             | -           | -           | 11     | 1      |        |
| gen.-giu. 2020      | Fortuna Sittard     | ED                  | 2          | 0          | CO              | 0               | 0               | -                  | -                  | -                  | -           | -           | -           | 2      | 0      |        |
| 2020-2021           | WSG Swarovski Tirol | BL                  | 31         | 18         | CA              | 1               | 0               | -                  | -                  | -                  | -           | -           | -           | 32     | 18     |        |
| 2021-2022           | Vitesse             | ED                  | 27         | 8          | CO              | 3               | 2               | UECL               | 14                 | 1                  | -           | -           | -           | 44     | 11     |        |
| 2022-gen. 2023      | Vitesse             | ED                  | 13         | 2          | CO              | 1               | 0               | -                  | -                  | -                  | -           | -           | -           | 14     | 2      |        |
| Totale Vitesse      | Totale Vitesse      | Totale Vitesse      | 40         | 10         |                 | 4               | 2               |                    | 14                 | 1                  |             | -           | -           | 58     | 13     |        |
| gen.-giu. 2023      | Ferencváros         | NB1                 | 6          | 0          | -               | -               | -               | UEL                | 2                  | 0                  | -           | -           | -           | 8      | 0      |        |
| 2023-gen. 2024      | Austria Lustenau    | BL                  | 10         | 0          | CA              | 2               | 2               | -                  | -                  | -                  | -           | -           | -           | 12     | 2      |        |
| feb.-giu. 2024      | Lyngby BK           | SL                  | 1          | 0          | CD              | 0               | 0               | -                  | -                  | -                  | -           | -           | -           | 1      | 0      |        |
| lug.-ago. 2024      | Lyngby BK           | SL                  | 1          | 0          | CD              | 0               | 0               | -                  | -                  | -                  | -           | -           | -           | 1      | 0      |        |
| Totale Lyngby BK    | Totale Lyngby BK    | Totale Lyngby BK    | 2          | 0          |                 | 0               | 0               |                    | -                  | -                  |             | -           | -           | 2      | 0      |        |
| ago.-dic. 2024      | IFK Göteborg        | A                   | 3          | 0          | CS              | 0               | 0               | -                  | -                  | -                  | -           | -           | -           | 3      | 0      |        |
| Totale carriera     | Totale carriera     | Totale carriera     | 114        | 31         |                 | 9               | 5               |                    | 17                 | 1                  |             | -           | -           | 140    | 37     |        |

## Palmarès

### Club

#### Competizioni nazionali
- Campionato ungherese: 1

Ferencváros: 2022-2023